# Little Sachigo Lake
Little Sachigo Lake är en sjö i Kanada.   Den ligger i Kenora District och provinsen Ontario, i den sydöstra delen av landet, 1 500 km nordväst om huvudstaden Ottawa. Little Sachigo Lake ligger 233 meter över havet. Arean är 100 kvadratkilometer. Den sträcker sig 13,9 kilometer i nord-sydlig riktning, och 14,8 kilometer i öst-västlig riktning.
Trakten runt Little Sachigo Lake är nära nog obefolkad, med mindre än två invånare per kvadratkilometer.